# Punta de Piedras (Tubores)
Pour les articles homonymes, voir Punta de Piedras.
Punta de Piedras est le chef-lieu de la municipalité de Tubores sur l'île de Margarita dans l'État de Nueva Esparta au Venezuela. Autour de la ville s'articule la division territoriale et statistique de Capitale Tubores. Sa population s'élève à environ 10 000 habitants.

## Situation
La ville est une des portes d'entrées principales de l'île de Margarita, située sur la côte sud.

## Transports
Son port permet d'atteindre les îles de l'archipel (Cubagua, Coche) ainsi que les villes du continent : Puerto La Cruz, Cumaná et La Guaira.

## Économie
L'activité économique est principalement tournée vers la pêche. Il existe quelques petites industries et des activités tournées vers le tourisme.